# Jasa
Jasa è un comune spagnolo di 120 abitanti situato nella comunità autonoma dell'Aragona. Fa parte della comarca della Jacetania.
Di notevole interesse la chiesa Nuestra Señora de Asunción edificata nel XIII secolo e ampliata nel Cinquecento.
A Jasa nacque, nel 1834, il celebre uomo politico Joaquín Gil Berges, che ricoprì ripetutamente l'incarico di ministro in età repubblicana.